# 初恋这首情歌
《初恋这首情歌》（英語：Sing Street）是一部2016年爱尔兰音乐题材喜剧剧情片，由约翰·卡尼担纲编剧、制作和导演。演员阵容包括露西·宝通、玛丽亚·多耶·肯尼迪、杰克·雷诺、凯莉·桑顿和福迪亚·瓦尔什-匹罗。电影讲述了14岁的转校生康纳为了追求心目中的女神蕾菲娜而组建野鸡乐队的故事。影片于2016年1月24日在圣丹斯电影节首映，2016年3月17日登陆爱尔兰，4月15日和5月20日分别于美国上映。而港澳和台湾则于6月9日和6月17日上映电影。

## 剧情
1985年，都柏林南部內城區，萊勒一家面臨許多生活問題。羅伯（埃丹·吉伦 饰）苦惱於他的建築事業與瀕危的婚姻，靠酗酒與煙癮紓解壓力。在家庭會議上，他宣布為了省錢，要把小兒子康納（福迪亚·瓦尔什-匹罗）從昂貴的私立學校轉到免費的公立學校——辛格街（CBS）（Synge Street CBS），並表示兩校的水平相當。哥哥布倫丹（杰克·雷诺）嘲笑他轉學還有家庭的窘況。
康納在上學第一天換上新校服，但沒有穿上規定的黑皮鞋，被校長攔了下來。校長巴克斯特（唐·维彻利）不管康納買不起新的鞋子，把他罵了一頓，並且命令他不准穿鞋上課。為了解決鞋子的問題，他在美術教室把鞋子漆成黑色。之後他遇上了校園惡霸、小企業家達倫（本·卡罗兰 饰），一番交談後兩人結盟。他還與校花蕾菲娜（露西·宝通 饰）搭訕，為了讓她留下深刻印象，他以他的樂團拍攝MV需要模特兒為由邀請了她。達倫同意負責設備，並把樂器好手艾蒙（马克·麦肯纳 饰）介紹給他。
樂團在艾蒙家排練，翻唱了幾首80年代金曲。但哥哥布倫丹鼓勵他放棄翻唱，打造出屬於樂團的獨特風格，讓他靈光乍現。樂團為他們的歌曲《The Riddle of the Model》打造了團隊的第一支MV。一行人穿著各式各樣滑稽的衣服，而蕾菲娜則表現得楚楚動人，並兼任化妝師。蕾菲娜還給康納起了個外號——「宇宙」（Cosmo），並解釋這更加符合樂團的形象，樂團也陸續創作出多首新歌。錄製MV一段時間後，康納與蕾菲娜第一次親吻並講了悄悄話。
父母的婚姻最終破裂，與此同時，蕾菲娜和康納的關係卻逐漸升溫，他還用爺爺的巡邏艇載她去多吉岛觀光。欣賞渡轮離開邓莱里前往英國的畫面之於，蕾菲娜向康納坦白打算離開愛爾蘭去倫敦的夢想。
在畢業典禮上，樂隊得到表演機會，宇宙也準備了一首嘲諷校長的歌曲。當安可表演時，樂團成員撒出自製的校長面具，讓全校譁然。宇宙和蕾菲娜說服布倫丹開車去鄧萊里，讓他們乘巡邏艇出海。最後他們跟著渡輪穿越愛爾蘭海，前往倫敦開始嶄新的生活。

## 阵容
| 演員               | 角色                 |
| 福迪亚·瓦尔什-匹罗 | 主角康纳·“宇宙”·莱勒 |
| 露西·宝通          | 蕾菲娜               |
| 杰克·雷诺          | 哥哥布伦丹           |
| 埃丹·吉伦          | 父亲罗伯特           |
| 玛丽亚·多耶·肯尼迪 | 佩妮                 |
| 唐·维彻利          | 校长巴克斯特         |

## 制作
2014年2月，据宣布约翰·卡尼写了一个剧本，讲的是一位男孩为了打动一位女孩而组建乐队的故事，卡尼将执导电影，由他的Distressed Films Banner、Likely Story Banner的安东尼·布雷格曼（Anthony Bregman）、PlamStar Media的凯文·弗雷克斯（Kevin Frakes）、Merced Media Partners的拉杰·布林德·辛格（Raj Brinder Singh）和FilmWave的保罗·特丽杰比茨（Paul Trijbits）和克里斯蒂安·格拉斯（Christian Grass）担任制片人。影片是一部描绘卡尼在都柏林成长经历的半自传体作品。
2014年7月接受采访时，卡尼表示他会选些不出名的演员参与电影。这些不出名的演员是福地亚·瓦尔什-皮罗、本·卡罗兰、马克·麦肯纳、佩西·钱布卢卡、康纳·汉密尔顿、卡尔·莱斯和伊恩·肯尼。2014年9月，据宣布埃丹·吉伦、玛丽亚·多耶·肯尼迪和杰克·雷诺加盟剧组，分别饰演父亲、母亲和儿子。
影片于2014年9月在都柏林开拍，2014年10月25日杀青。影片在与片中学校同名的辛格街CBS拍摄。

### 原声资料
| Sing Street (Original Motion Picture Soundtrack) | Sing Street (Original Motion Picture Soundtrack) | Sing Street (Original Motion Picture Soundtrack) |
| 曲序                                             | 曲目                                             | 时长                                             |
| ------------------------------------------------ | ------------------------------------------------ | ------------------------------------------------ |
| 1.                                               | Rock N Roll Is a Risk" (Dialogue) - Jack Reynor  | 0:05                                             |
| 2.                                               | Stay Clean - 摩托头                              | 2:40                                             |
| 3.                                               | The Riddle of Model - Sing Street                | 1:49                                             |
| 4.                                               | Rio - 杜兰杜兰                                   | 5:29                                             |
| 5.                                               | Up - Sing Street                                 | 2:44                                             |
| 6.                                               | To Find You - Sing Street                        | 3:20                                             |
| 7.                                               | Town Called Malice - The Jam                     | 2:53                                             |
| 8.                                               | In Between Days - 治疗乐队                       | 2:57                                             |
| 9.                                               | A Beautiful Sea - Sing Street                    | 3:04                                             |
| 10.                                              | Maneater - 霍尔与奥兹                            | 4:30                                             |
| 11.                                              | Steppin' Out - 乔·杰克逊                         | 4:19                                             |
| 12.                                              | Drive It Like You Stole It - Sing Street         | 3:36                                             |
| 13.                                              | Up (Bedroom Mix) - Sing Street                   | 2:02                                             |
| 14.                                              | Pop Muzik - M乐队                                | 3:19                                             |
| 15.                                              | Girls - Sing Street                              | 1:58                                             |
| 16.                                              | Brown Shoes - Sing Street                        | 2:52                                             |
| 17.                                              | Go Now - 亚当·李维                               | 3:53                                             |
| 总时长：                                         | 总时长：                                         | 48:10                                            |

## 发行
2014年2月，据宣布电影国度娱乐获选为电影国际版权销售方。2014年5月，据宣布韦恩斯坦电影公司以300万美元收购电影在美发行权。电影全球首映礼于2016年1月24日在圣丹斯电影节举行。影片于2016年2月18日在都柏林国际电影节上放映，2016年3月11日登陆西南偏南。影片于3月17日在爱尔兰公映，5月20日和4月15日分别登陆英国和美国，而香港和台湾则分别于6月9日和6月17日上映。
评论聚合网站烂番茄根据128条评论给予影片97%的新鲜度，平均得分为8.1（满分10）。网站共识写道：“《初恋这首情歌》是一部有着丰富情感和无法抗拒的乐观态度的歌舞片，魅力无限的演员和朗朗上口的曲调有助于提升其让人感觉亲切的剧情。”Metacritic根据37条评论打出79分（满分100），表示“一般好评”。
《综艺》的盖伊·洛奇（Guy Lodge）给予影片积极评价，他写道：“置身于让人易怒的平凡人现实主义和繁盛的实现愿望幻想之间的棘手绝壁，这部迷你版《追梦者》甚至摆脱其最讨喜的宽恕，以感谢年轻爱尔兰人才和严格流行音乐这非常可爱的一对，重复演奏等同于遗弃和亲情的杜兰杜兰和治疗乐队歌曲，这是所有天主教学生团体都想要创作的歌曲。如果有不错的营销策略和口碑，韦恩斯坦公司可以‘唱’一首远不止六便士的歌。”
影片DVD和蓝光预计于2016年7月26日发行。